# Mezey György
Mezey György (Topolya, 1941. szeptember 7. –) magyar labdarúgó, edző, a neveléstudomány kandidátusa. 1983 és 1986 között, valamint rövid ideig 1988-ban a magyar labdarúgó-válogatott szövetségi kapitánya. Edzői pályafutása során kétszer nyert magyar bajnoki címet, valamint ő vezette az 1986-os labdarúgó-világbajnokságon a magyar válogatottat. Az edzőképzés egyik vezető alakja. 1999 és 2000, valamint 2005 és 2006 között a Magyar Labdarúgó-szövetség alelnöke, 2008-tól 2011-ig a Videoton FC sportigazgatója, 2011 óta Székesfehérvár díszpolgára.

## Pályafutása

### Játékosként
Ifjúsági játékosként a budapesti Rákosligeti AC-ban kezdte pályafutását, majd 1961-ben a Testnevelési Főiskola sportklubjában, a TFSE-ben folytatta. 1966 és 1969 között a Keszthelyi Haladás, a Budafoki MTE és az MTK labdarúgója volt. 1969, től 1971-es visszavonulásáig a Bp. Spartacus labdarúgója és játékosedzője volt. Játékosként számottevő eredményt nem ért el.

### Edzőként
Már 1965-ben elkezdett edzőként dolgozni a Keszthelyi MTK-nál és később a Budapest Spartacusnál. 1971-től a BVSC, illetve a BVSC Sportiskola edzője volt. Első élvonalbeli klubja az MTK-VM volt, ahol 1977-78-as idényben harmadik helyezést ért el a csapattal. 1980-ban Mészöly Kálmán mellett a válogatott edzője, majd az utánpótlás és olimpiai válogatott vezetőedzője volt.
1983-tól a válogatott szövetségi kapitánya lett. A mexikói világbajnokság selejtező mérkőzéseit a válogatott meggyőző játékkal nyerte meg, egyedül a számunkra már tét nélküli, hazai Hollandia elleni meccsen kapott ki a csapat. Ezek után a válogatott nagy tervekkel vágott neki a világbajnokságnak, de az első csoport mérkőzésen megalázó 6-0-s vereséget szenvedett a Szovjetuniótól. Ezután Kanadát legyőzte 2-0-ra, de Franciaországtól is kikapott 3-0-ra és így 18. helyezettként búcsúzott.
1986 és 1988 között Kuvaitban dolgozott, a labdarúgó-válogatott szövetségi kapitányaként, illetve az al-Jarmúk vezetőedzőjeként tevékenykedett. Szakmai irányítása mellett 1986-ban az Ázsiai Játékokon bronzérmet szerzett a kuvaiti válogatott.
1988 végén egy rövid ideig ismét a magyar válogatott szövetségi kapitánya volt, mindössze 5 mérkőzésen át, majd menesztették, miután az akkor kirobbant bundabotrány miatt komoly kritikával illette az MLSZ-t.[forrás?]
1989-90-ben egy finn klubcsapatnál dolgozott, majd Kaszás Gábor halála miatt a Videoton megüresedett kispadját foglalta el. 1990 és 1992 között a Bp. Honvéd vezetőedzője és az első idényben bajnoki címig vezette a csapatot. Ezt követően edzői munkát már csak ritkán és rövid időre vállalt: 1997-ben szakosztály-igazgatóként rövid ideig a BVSC, majd a kétezres évek elején a Vasas, majd 2003-ban az Újpest vezetőedzője volt.
2008-ban az FC Fehérvár sportigazgatójává nevezték ki. 2009-ben (bár tárgyalások folytak többek között Lothar Matthäusszal) a csapat vezetőedzőjévé nevezték ki. Öt év szünet után lett újra edző az NB I-ben, majd a 2010–2011-es idény végén második bajnoki címét szerezte. A szezon végén szerződése lejárt, amelyet a klub nem hosszabbított meg. Helyét a portugál Paulo Sousa vette át.
1982-ben mesteredzői címet kapott. 1985-ben és 2011-ben az év labdarúgóedzőjévé, illetve 1985-ben az év szövetségi kapitányává választották. 1988-ban Ezüstgerely-díjat kapott. 2011. augusztus 19-én Székesfehérvár díszpolgárává avatták.

### Sportvezetőként
Az 1980-as években a Nemzetközi Labdarúgó-szövetség (FIFA) technikai bizottságának instruktora lett. 1993 és 1998 között a BVSC labdarúgó-szakosztályának igazgatója volt, 1994-ben az NB I-es Liga elnöke. 1995 és 1996 között a Magyar Labdarúgó-szövetség (MLSZ) szakmai igazgatója, majd 1997-től az Edzőközpont igazgatójaként dolgozott. Ebben az időszakban dolgozta ki az edzőképzés új szabályait, átvezetve az Európai Labdarúgó-szövetség (UEFA) képzési elveit. 1999 és 2006 között az MLSZ elnökségi tagja volt, 1999–2000-ben és 2005–2006-ban a szövetség alelnöke is egyben. Ezenkívül 1998 és 1999 között a Nike sportszercég futballmenedzsere volt. 2008-ban az átalakult FC Fehérvár (a korábbi Videoton) sportigazgatójává nevezték ki. Emellett a felcsúti Puskás Ferenc Labdarúgó-akadémia vezetője is volt. Mindkét helyen 2011-ig tevékenykedett. 2012-ben távozott a magyar edzőképzés vezetéséről, helyét Szalai László vette át.
1970 és 1973 között Testnevelési Főiskola Kutatóintézete Módszertani Osztályának labdarúgószakág vezetője volt. 1973 és 1977 között a TF Sportjátékok Tanszékének főiskolai adjunktusa, 1990-ben szerezte meg egyetemi doktori címét, 1991-ben címzetes egyetemi docens avatták. 1997-ben védte meg a neveléstudományok kandidátusi értekezését. Két könyve jelent meg: Élvonalbeli labdarúgók felkészítése (1988) és Gyöngyvirágtól lemondásig (1990). Ezenkívül több mint száz publikációját közölték.

## Sikerei, díjai

### Edzőként
MTK-VM
- magyar bajnokság
  - 3.: 1977–1978

 Bp. Honvéd
- magyar bajnokság
  - bajnok: 1990–1991

 Videoton FC
- magyar bajnokság
  - bajnok: 2010–2011

### Egyéni
- mesteredző: 1982
- az év labdarúgóedzője: 1985, 2011
- az év európai szövetségi kapitánya: 1985
- A Magyar Labdarúgó-szövetség életműdíja: 2019[4]

## Statisztika

### Mérkőzései szövetségi kapitányként
Első időszak
| Magyarország | Magyarország         | Magyarország                          | Magyarország     | Magyarország | Magyarország  | Magyarország       | Magyarország | Magyarország |
| #            | Dátum                | Helyszín                              | Hazai            | Eredmény     | Vendég        | Kiírás             | Gólok        | Esemény      |
| ------------ | -------------------- | ------------------------------------- | ---------------- | ------------ | ------------- | ------------------ | ------------ | ------------ |
|              | 1983. március 23.    | Veliko Tarnovo                        | Bulgária         | 1 – 1        | Magyarország  | olimpiai selejtező | -            |              |
|              | 1983. április 13.    | Budapest, Csepel stadion              | Magyarország     | 3 – 1        | Görögország   | olimpiai selejtező | -            |              |
|              | 1983. szeptember 7.  | Budapest, Népstadion                  | Magyarország     | 0 – 1        | Szovjetunió   | olimpiai selejtező | -            |              |
| 1.           | 1983. szeptember 7.  | Budapest, Népstadion                  | Magyarország     | 1 – 1        | NSZK          | barátságos         | -            |              |
|              | 1983. szeptember 21. | Drama                                 | Görögország      | 1 – 2        | Magyarország  | olimpiai selejtező | -            |              |
| 2.           | 1983. október 12.    | Budapest, Népstadion                  | Magyarország     | 0 – 3        | Anglia        | Eb-selejtező       | -            |              |
| 3.           | 1983. október 26.    | Budapest, Népstadion                  | Magyarország     | 1 – 0        | Dánia         | Eb-selejtező       | -            |              |
| 4.           | 1983. december 3.    | Szaloniki, Kaftanzoglu-stadion        | Görögország      | 2 – 2        | Magyarország  | Eb-selejtező       | -            |              |
| 5.           | 1984. január 18.     | Cádiz, Ramón de Carranza Stadion      | Spanyolország    | 0 – 1        | Magyarország  | barátságos         | -            |              |
| 6.           | 1984. március 31.    | Szabadka, Szpartak Stadion            | Jugoszlávia      | 2 – 1        | Magyarország  | barátságos         | -            |              |
| 7.           | 1984. április 4.     | Isztambul, Beşiktaş İnönü Stadion     | Törökország      | 0 – 6        | Magyarország  | barátságos         | -            |              |
|              | 1984. április 11.    | Budapest, Megyeri úti stadion         | Magyarország     | 1 – 1        | Bulgária      | olimpiai selejtező | -            |              |
|              | 1984. április 25.    | Moszkva, Luzsnyiki Stadion            | Szovjetunió      | 0 – 1        | Magyarország  | olimpiai selejtező | -            |              |
| 8.           | 1984. május 23.      | Székesfehérvár, Sóstói Stadion        | Magyarország     | 0 – 0        | Norvégia      | barátságos         | -            |              |
| 9.           | 1984. május 31.      | Budapest, Üllői úti Stadion           | Magyarország     | 1 – 1        | Spanyolország | barátságos         | -            |              |
| 10.          | 1984. június 6.      | Brüsszel, Heysel Stadion              | Belgium          | 2 – 2        | Magyarország  | barátságos         | -            |              |
| 11.          | 1984. augusztus 22.  | Budapest, Népstadion                  | Magyarország     | 3 – 0        | Svájc         | barátságos         | -            |              |
| 12.          | 1984. augusztus 25.  | Budapest, Népstadion                  | Magyarország     | 0 – 2        | Mexikó        | barátságos         | -            |              |
| 13.          | 1984. szeptember 26. | Budapest, Népstadion                  | Magyarország     | 3 – 1        | Ausztria      | vb-selejtező       | -            |              |
| 14.          | 1984. október 17.    | Rotterdam, Feijenoord Stadion         | Hollandia        | 1 – 2        | Magyarország  | vb-selejtező       | -            |              |
| 15.          | 1984. november 17.   | Limassol, Tszirion Stadion            | Ciprus           | 1 – 2        | Magyarország  | vb-selejtező       | -            |              |
| 16.          | 1985. január 29.     | Hamburg, Volksparkstadion             | NSZK             | 0 – 1        | Magyarország  | barátságos         | -            |              |
| 17.          | 1985. április 3.     | Budapest, Népstadion                  | Magyarország     | 2 – 0        | Ciprus        | vb-selejtező       | -            |              |
| 18.          | 1985. április 17.    | Bécs, Hanappi Stadion                 | Ausztria         | 0 – 3        | Magyarország  | vb-selejtező       | -            |              |
| 19.          | 1985. május 14.      | Budapest, Népstadion                  | Magyarország     | 0 – 1        | Hollandia     | vb-selejtező       | -            |              |
| 20.          | 1985. október 16.    | Cardiff, Ninian Park                  | Wales            | 0 – 3        | Magyarország  | barátságos         | -            |              |
| 21.          | 1985. december 9.    | Irapuato (MEX)                        | Magyarország     | 1 – 0        | Dél-Korea     | barátságos         | -            |              |
| 22.          | 1985. december 11.   | Monterrey, Technológico Stadion (MEX) | Magyarország     | 3 – 1        | Algéria       | barátságos         | -            |              |
| 23.          | 1985. december 14.   | Toluca                                | Mexikó           | 2 – 0        | Magyarország  | barátságos         | -            |              |
| 24.          | 1986. január 30.     | El, ben-Khalifa-stadion (QAT)         | Ázsia-válogatott | 0 – 3        | Magyarország  | barátságos         | -            |              |
| 25.          | 1986. február 1.     | Doha, el-Kabir-stadion (QAT)          | Ázsia-válogatott | 0 – 2        | Magyarország  | barátságos         | -            |              |
| 26.          | 1986. február 2.     | Doha                                  | Katar            | 0 – 3        | Magyarország  | barátságos         | -            |              |
| 27.          | 1986. március 16.    | Budapest, Népstadion                  | Magyarország     | 3 – 0        | Brazília      | barátságos         | -            |              |
| 28.          | 1986. június 2.      | Irapuato, Estadio Irapuato (MEX)      | Szovjetunió      | 6 – 0        | Magyarország  | vb-csoportkör      | -            |              |
| 29.          | 1986. június 6.      | Irapuato, Estadio Irapuato (MEX)      | Magyarország     | 2 – 0        | Kanada        | vb-csoportkör      | -            |              |
| 30.          | 1986. június 9.      | León, Estadio León (MEX)              | Magyarország     | 0 – 3        | Franciaország | vb-csoportkör      | -            |              |
|              | Összesen             |                                       |                  | -            | mérkőzés      |                    | -            | gól          |

Második időszak
| Magyarország | Magyarország         | Magyarország                   | Magyarország | Magyarország | Magyarország   | Magyarország | Magyarország | Magyarország |
| #            | Dátum                | Helyszín                       | Hazai        | Eredmény     | Vendég         | Kiírás       | Gólok        | Esemény      |
| ------------ | -------------------- | ------------------------------ | ------------ | ------------ | -------------- | ------------ | ------------ | ------------ |
| 31.          | 1988. augusztus 31.  | Linz, Linzer Stadion           | Ausztria     | 0 – 0        | Magyarország   | barátságos   | -            |              |
| 32.          | 1988. szeptember 21. | Reykjavík, Laugardarsvöllur    | Izland       | 0 – 3        | Magyarország   | barátságos   | -            |              |
| 33.          | 1988. október 19.    | Budapest, Népstadion           | Magyarország | 1 – 0        | Észak-Írország | vb-selejtező | -            |              |
| 34.          | 1988. november 15.   | Pireusz, Karaiszkákisz Stadion | Görögország  | 3 – 0        | Magyarország   | barátságos   | -            |              |
| 35.          | 1988. december 11.   | Ta’ Qali                       | Málta        | 2 – 2        | Magyarország   | vb-selejtező | -            |              |
|              | Összesen             |                                |              | -            | mérkőzés       |              | -            | gól          |

## Művei
- Élvonalbeli labdarúgók felkészítése; Sport, Bp., 1988
- Gyöngyvirágtól lemondásig; Mandátum, Bp., 1990
- FIFA VB 2006 – a helyszínről. Elemzések, formációk, statisztikák; Fbt21 Kft., Bp., 2006